# Stany (gmina)
Stany (1951–52 Bojanów) – dawna gmina wiejska istniejąca w latach 1934–1950 i 1952–1954 w woj. lwowskim i rzeszowskim (dzisiejsze woj. podkarpackie). Siedzibą władz gminy były Stany.
Gmina zbiorowa Stany została utworzona 1 sierpnia 1934 roku w powiecie niżańskim w woj. lwowskim z dotychczasowych jednostkowych gmin wiejskich: Bojanów, Cisów Las, Gwoździec, Korabina, Laski, Maziarnia, Przyszów i Stany. Po wojnie gmina znalazła się w powiecie niżańskim w nowo utworzonym woj. rzeszowskim. Gmina została zniesiona 1 stycznia 1951 roku w związku z przeniesieniem siedziby gminy ze Stanów do Bojanowa i zmianą nazwy jednostki na gmina Bojanów.
Jednakże gminę Stany reaktywowano wkrótce, bo już 26 kwietnia 1952 roku; gminę utworzono z części gminy Bojanów (a więc tym razem obie gminy koegzystowały). W dniu 1 lipca 1952 roku gmina Stany składała się z 3 gromad: Maziarnia, Przyszów i Stany.
Gmina Stany (a także gmina Bojanów) została zniesiona 29 września 1954 roku wraz z reformą wprowadzającą gromady w miejsce gmin. Jednostki nie przywrócono 1 stycznia 1973 roku po reaktywowaniu gmin, odtworzono natomiast gminę Bojanów, w której skład wszedł obszar dawnej gminy Stany.